# Liste der Kulturdenkmäler in Weiterstadt
Die folgende Liste enthält die in der Denkmaltopographie ausgewiesenen Kulturdenkmäler auf dem Gebiet  der  Stadt Weiterstadt, Landkreis Darmstadt-Dieburg, Hessen.
Hinweis: Die Reihenfolge der Denkmäler in dieser Liste orientiert sich zunächst an Stadtteilen und anschließend der Anschrift, alternativ ist sie auch nach der Bezeichnung oder der Bauzeit sortierbar.
Kulturdenkmäler werden fortlaufend im Denkmalverzeichnis des Landes Hessen durch das Landesamt für Denkmalpflege Hessen auf Basis des Hessischen Denkmalschutzgesetzes (HDSchG) geführt. Die Schutzwürdigkeit eines Kulturdenkmals hängt nicht von der Eintragung in das Denkmalverzeichnis des Landes Hessen oder der Veröffentlichung in der Denkmaltopographie ab.

Das Vorhandensein oder Fehlen eines Objekts in dieser Liste ist keine rechtsverbindliche Auskunft darüber, ob es Kulturdenkmal ist oder nicht: Diese Liste entspricht möglicherweise nicht dem aktuellen Stand der offiziellen Denkmaltopographie. Diese ist für Hessen in den entsprechenden Bänden der Denkmaltopographie Bundesrepublik Deutschland und im Internet unter DenkXweb – Kulturdenkmäler in Hessen einsehbar. Auch diese Quellen sind, obwohl sie durch das Landesamt für Denkmalpflege Hessen aktualisiert werden, nicht immer aktuell, da es im Denkmalbestand immer wieder Änderungen gibt.
Eine verbindliche Auskunft erteilt allein das Landesamt für Denkmalpflege Hessen.
Nutze diese Kartenansicht, um Koordinaten in der Liste zu setzen. In dieser Kartenansicht sind Kulturdenkmale ohne Koordinaten mit einem roten bzw. orangen Marker dargestellt und können in der Karte gesetzt werden. Kulturdenkmale ohne Bild sind mit einem blauen bzw. roten Marker gekennzeichnet, Kulturdenkmale mit Bild mit einem grünen bzw. orangen Marker.

## Kulturdenkmäler nach Ortsteilen

### Weiterstadt
| Bild                  | Bezeichnung                 | Lage                                                            | Beschreibung        | Bauzeit | Objekt-Nr. |
| --------------------- | --------------------------- | --------------------------------------------------------------- | ------------------- | ------- | ---------- |
| Bild gesucht BW       | Gesamtanlage Gehaborner Hof | Weiterstadt LageFlur: 9, Flurstück: 1                           |                     |         |            |
| weitere Bilder        | Bahnhof, Empfangsgebäude    | Weiterstadt, Bahnhofstraße 2 LageFlur: 2, Flurstück: 325/2      |                     |         |            |
| Bahnhof, Nebengebäude | Bahnhof, Nebengebäude       | Weiterstadt, Bahnhofstraße 2 LageFlur: 2, Flurstück: 325/2      |                     |         |            |
|                       |                             | Weiterstadt, Darmstädter Straße 20 LageFlur: 2, Flurstück: 678  |                     |         |            |
| Fachwerkhaus          | Fachwerkhaus                | Weiterstadt, Griesheimer Straße 8 LageFlur: 2, Flurstück: 212/3 |                     | 1810    |            |
| weitere Bilder        | Evangelische Kirche         | Weiterstadt, Kirchstraße 1 LageFlur: 2, Flurstück: 391/3        | Evangelische Kirche | 1688    |            |

### Braunshardt
| Bild                 | Bezeichnung                      | Lage                                                             | Beschreibung | Bauzeit | Objekt-Nr. |
| -------------------- | -------------------------------- | ---------------------------------------------------------------- | ------------ | ------- | ---------- |
| weitere Bilder       | Gesamtanlage Schloss Braunshardt | Braunshardt Lage                                                 |              |         |            |
| Fachwerkhaus         | Fachwerkhaus                     | Braunshardt, Georgenstraße 2 LageFlur: 1, Flurstück: 66/4        |              |         |            |
| Ehemaliger Marienhof | Ehemaliger Marienhof             | Braunshardt, Georgenstraße 55 LageFlur: 1, Flurstück: 4/5        |              |         |            |
|                      |                                  | Braunshardt, Ludwigstraße 12 LageFlur: 1, Flurstück: 92/3        |              |         |            |
| weitere Bilder       | Ehemaliges Schloss               | Braunshardt, Schlossgartenstraße 2 LageFlur: 1, Flurstück: 30/65 |              |         |            |

### Gräfenhausen
| Bild                                                                      | Bezeichnung                                                               | Lage                                                                | Beschreibung                                                                         | Bauzeit | Objekt-Nr. |
| ------------------------------------------------------------------------- | ------------------------------------------------------------------------- | ------------------------------------------------------------------- | ------------------------------------------------------------------------------------ | ------- | ---------- |
| weitere Bilder                                                            | Kirche                                                                    | Gräfenhausen, Darmstädter Straße 8 LageFlur: 1, Flurstück: 52/1     |                                                                                      | 1815    |            |
| Kriegerdenkmal                                                            | Kriegerdenkmal                                                            | Gräfenhausen, Darmstädter Straße 8 LageFlur: 1, Flurstück: 52/1     | Obelisk mit Adler für die Gefallenen der Kriege 1866, 1870/71                        |         |            |
| Kriegerdenkmal                                                            | Kriegerdenkmal                                                            | Gräfenhausen, Darmstädter Straße 8 LageFlur: 1, Flurstück: 52/1     | Neoklassizistische Säule mit Eisernem Kreuz für die Gefallenen des Ersten Weltkriegs |         |            |
| Fachwerkhaus                                                              | Fachwerkhaus                                                              | Gräfenhausen, Darmstädter Landstraße 13 LageFlur: 2, Flurstück: 480 |                                                                                      |         |            |
| Fachwerkhaus                                                              | Fachwerkhaus                                                              | Gräfenhausen, Frankfurter Straße 9 LageFlur: 1, Flurstück: 306/3    |                                                                                      |         |            |
| Haus                                                                      | Haus                                                                      | Gräfenhausen, Frankfurter Straße 11 LageFlur: 1, Flurstück: 307/1   |                                                                                      |         |            |
| Bauernhaus                                                                | Bauernhaus                                                                | Gräfenhausen, Frankfurter Straße 16 LageFlur: 2, Flurstück: 5/1     |                                                                                      |         |            |
| Bauernhaus                                                                | Bauernhaus                                                                | Gräfenhausen, Hauptstraße 8 LageFlur: 1, Flurstück: 298/1           |                                                                                      |         |            |
|                                                                           |                                                                           | Gräfenhausen, Hauptstraße 37 LageFlur: 2, Flurstück: 194/1          |                                                                                      |         |            |
| Bauernhaus                                                                | Bauernhaus                                                                | Gräfenhausen, Hauptstraße 40 LageFlur: 2, Flurstück: 94/1           |                                                                                      |         |            |
| Fachwerkhaus                                                              | Fachwerkhaus                                                              | Gräfenhausen, Niederwiesenstraße 10 LageFlur: 2, Flurstück: 485     |                                                                                      |         |            |
| Ehemaliges Hirtenhaus                                                     | Ehemaliges Hirtenhaus                                                     | Gräfenhausen, Pfarrgasse 10 LageFlur: 1, Flurstück: 138/3           |                                                                                      |         |            |
| Bauernhaus                                                                | Bauernhaus                                                                | Gräfenhausen, Steinstraße 6 LageFlur: 1, Flurstück: 296/1           |                                                                                      |         |            |
| Hofreite                                                                  | Hofreite                                                                  | Gräfenhausen, Steinstraße 8 LageFlur: 1, Flurstück: 329             |                                                                                      |         |            |
| Schule                                                                    | Schule                                                                    | Gräfenhausen, Schlossgasse 1 LageFlur: 1, Flurstück: 368            |                                                                                      |         |            |
| Alte Zehntscheuer                                                         | Alte Zehntscheuer                                                         | Gräfenhausen, Schlossgasse 8/14 LageFlur: 1, Flurstück: 46/1 und 49 |                                                                                      |         |            |
| Ehemaliges Schloss der Herren von Heusenstamm, jetzt Teil des Ohly Stifts | Ehemaliges Schloss der Herren von Heusenstamm, jetzt Teil des Ohly Stifts | Gräfenhausen, Turmstraße 2 LageFlur: 2, Flurstück: 356              |                                                                                      |         |            |
| Ohly Stift, Nordwestlicher Bau                                            | Ohly Stift, Nordwestlicher Bau                                            | Gräfenhausen, Turmstraße 11 LageFlur: 2, Flurstück: 356             |                                                                                      |         |            |
| Ohly Stift, nordöstlicher Zwischenbau                                     | Ohly Stift, nordöstlicher Zwischenbau                                     | Gräfenhausen, Turmstraße 11 LageFlur: 2, Flurstück: 356             |                                                                                      |         |            |
| Ohly Stift, südöstlicher Bau                                              | Ohly Stift, südöstlicher Bau                                              | Gräfenhausen, Turmstraße 11 LageFlur: 2, Flurstück: 356             |                                                                                      |         |            |
| Ehemaliges Wohnhaus                                                       | Ehemaliges Wohnhaus                                                       | Gräfenhausen, Turmstraße 13 LageFlur: 1, Flurstück: 358             |                                                                                      |         |            |
| Sensfelder Hof                                                            | Sensfelder Hof                                                            | Gräfenhausen, Sensfelder Hof LageFlur: 4, Flurstück: 188            |                                                                                      |         |            |

### Schneppenhausen
| Bild               | Bezeichnung        | Lage                                                                 | Beschreibung | Bauzeit | Objekt-Nr. |
| ------------------ | ------------------ | -------------------------------------------------------------------- | ------------ | ------- | ---------- |
| Haus               | Haus               | Schneppenhausen, Schulstraße 1 LageFlur: 1, Flurstück: 230           |              |         |            |
| Bauernhaus         | Bauernhaus         | Schneppenhausen, Albrecht-Dürer-Straße 8 LageFlur: 1, Flurstück: 239 |              |         |            |
| Haus               | Haus               | Schneppenhausen, Albrecht-Dürer-Straße 9 LageFlur: 1, Flurstück: 223 |              |         |            |
| Ehemaliges Rathaus | Ehemaliges Rathaus | Schneppenhausen, Grafenhäuser Straße 2 LageFlur: 1, Flurstück: 113   |              | 1605    |            |